# Aspirationsgruppe
En aspirationsgruppe er et markedsføringsbegreb, der dækker over en kundes stræben mod en bedre situation. Aspiration er sjælens stræben mod højere stadie.